# Pronephrium pseudoliukiuense
Pronephrium pseudoliukiuense är en kärrbräkenväxtart som först beskrevs av Shunsuke Serizawa och som fick sitt nu gällande namn av Nakaike. 
Pronephrium pseudoliukiuense ingår i släktet Pronephrium och familjen Thelypteridaceae. Inga underarter finns listade i Catalogue of Life.